# Private Investigations (canción de Dire Straits)
"Private Investigations" es una canción de la banda británica de rock Dire Straits de su álbum Love Over Gold. Alcanzó el número 2 en el Reino Unido (a pesar de su duración), y es uno de sus mayores éxitos en listas en ese país. El tema ha aparecido en los álbumes recopilatorios Money for Nothing y Sultans of Swing: The Very Best of Dire Straits, y da título a la recopilación más reciente de 2005, Private Investigations: The Best of Dire Straits & Mark Knopfler.
La canción comienza con una orquestación de sintetizador de tono grave (omitida en la versión de sencillo de 7"), que da paso a una progresión lenta de piano acompañando a una guitarra clásica, seguida de varios versos hablados. La versión sencilla elimina los sintetizadores iniciales, comenzando directamente con la guitarra acústica.
Tras los versos, la canción se abre en un ritmo lento marcado por el bajo, con acordes estridentes de guitarra eléctrica al final, antes de un diminuendo gradual en el que se desarrolla un extenso diálogo entre la guitarra acústica de Mark Knopfler y la marimba interpretada por Mike Mainieri.
En el Sultans of Swing: The Very Best of Dire Straits DVD, Mark Knopfler dijo lo siguiente sobre la canción: "Es simplemente sobre las investigaciones privadas... '¿Qué tienes al final del día?' – Nada más que con lo que empezaste...". Se dice que la canción fue inspirada por el escritor Raymond Chandler.
Esta canción también fue adaptada por Mark Knopfler como parte de la banda sonora de la película de Bill Forsyth Comfort and Joy en 1984, en la que se utilizan fragmentos de la pieza en algunas escenas.
También fue utilizada en la edición en vídeo de la película de 1984 Against All Odds durante las escenas eliminadas. Parte de este metraje, descartado en el montaje final, trataba sobre el tiempo que pasaban huyendo en México los personajes de Rachel Ward y Jeff Bridges.
El riff de la canción fue usado en Francia en un anuncio de Crédit Agricole en 1984, y en un anuncio de BT en 1994.

## Listas
| Lista (1982)                          | Mejor posición |
| ------------------------------------- | -------------- |
| Australia (Kent Music Report)         | 21             |
| Austria (Ö3 Austria Top 40)           | 19             |
| Bélgica (Flandes) (Ultratop 50)       | 1              |
| Finlandia (Suomen virallinen lista)   | 20             |
| Francia (IFOP)                        | 4              |
| Irlanda (IRMA)                        | 2              |
| Países Bajos (Dutch Top 40)           | 1              |
| Países Bajos (Mega Single Top 100)    | 1              |
| Nueva Zelanda (Recorded Music NZ)     | 16             |
| Suiza (Schweizer Hitparade)           | 4              |
| Reino Unido (Official Charts Company) | 2              |

| Lista (1982)                  | Posición |
| ----------------------------- | -------- |
| Bélgica (Ultratop Flanders)   | 25       |
| Países Bajos (Dutch Top 40)   | 6        |
| Países Bajos (Single Top 100) | 10       |

## Certificaciones
Plantilla:Certification Table EntryPlantilla:Certification Table Entry
| País | Certificación | Ventas |
| --- | ------------- | ------ |
| ^cifras de envíos basadas únicamente en la certificación xcifras no especificadas basadas únicamente en la certificación |               |        |